# Veszprémi Utcazene Fesztivál
A 2000 óta évenként megrendezett Veszprémi Utcazene Fesztivál Magyarország első számú utcazene fesztiválja. A rendezvény ingyenes, minden év július harmadik felében, szerdától szombatig kerül megrendezésre. Helyszínül Veszprém történelmi óvárosa, és annak különböző pontjai szolgálnak. Délutántól, kora estig előzetesen kiválasztott utcazenészek lépnek fel, és versengenek négy napon keresztül a szakmai és a közönség díjért. Őket követik a nemzetközi fellépők, és elismert utcazenészek. 

## Utcazenészek[1]
A 20 kiválasztott utcazenész közül a legjobbak 1 000 000 Ft összdíjazásban részesülnek. 500 000 Ft sorsáról szakmai zsűri dönt,     500 000 Ft-ról pedig az OTP Bank jóvoltából a fesztivál közönsége szavazhat mobilon vagy a bank Facebook oldalán keresztül.
| Év   | Közönség Díj    | Szakmai Díj       |
| ---- | --------------- | ----------------- |
| 2019 | BrassTime       | The Anahit        |
| 2018 | Bárterápia      | Funk You          |
| 2017 | Acoustic Planet | Muzsik és Volkova |
| 2016 | Lóci Játszik    | WatchMe           |
| 2015 | Hidvégi Dia     | Barna Margit      |
| 2014 |                 |                   |
| 2013 | Band of Streets | Tükezoo           |
| 2012 |                 |                   |
| 2011 |                 |                   |
| 2010 | Dan'n'Roll      | Petruska András   |
| 2009 | Short Story     |                   |
| 2008 |                 |                   |
| 2007 |                 |                   |
| 2006 |                 |                   |
| 2005 |                 | Uccakutya         |
| 2004 |                 |                   |
| 2003 |                 |                   |
| 2002 |                 |                   |
| 2001 |                 |                   |
| 2000 |                 |                   |

## Fellépők
| Év   | Fő Fellépők |
| ---- | --- |
| 2019 | La Chica (F/Yv), The Fat Bastard Gangband (F), Jenny And The Mexicats (Uk/E/Mex), Bare Jams (Uk), Slim Paul (F), Dirty Zoo (F), Lola Marsh (Il), The Mitchi Bitchi Bar (F), Swingrowers (I), Blackwave. (B), Lmzg (F), Riders Connection (D), Slim Paul (F), Dirty Zoo (F), Wombo Orchestra (F), Will Barber (F), The Undercover Hippy (Uk), Cocopilots (F/P), The Hillockers (F), Roots Rising (Nl), Eliasse (Cmr), James Leg (Usa), Brothers Moving (Dk), Town Of Saints – Duo (Nl/Fin), Slim Wild Boar (F), No Money Kids (F), The Zap Show (D), Sion Hill (Irl), Hugo Barriol (F), Xtreme Blues Dog (Br), Jake Green (Dk), Denna Kay (D), Ayoub Houmanna (Ma), Slim Wild Boar (F) |
| 2018 | CQMD (FR), Echo Town (UK), Flats and Sharps (UK), Funke and the Two Tone Baby (UK), Gunwood (FR), Henry Facey (UK), Holy Moly & The Crackers (UK), Il Civetto (DE), Jack and the Weatherman (NL), Karpatt (FR), Les Garçons Trottoirs (FR), Moonlight Breakfast (RO), No Money Kids (FR), Noble Jacks (UK), Opsa Dehëli (FR), Peter Jones (UK), Rob Longstaff (NZ), Shake Shake Go (FR/UK), Slim Paul (FR), Smokey Joe & The Kid (FR), The Electric Swing Circus (UK), Twins Phoenix (FR), Wiener Blond (A), Worry Dolls (UK), Xtreme Blues Dog (BRA) |
| 2017 | Ceux qui marchent debout (FR), The Hillbilly Moonshiners (NL), King Size Slim (UK), Sean Koch Trio (ZA), Roots Rising (NL), The Trouble Notes (D), Will and the People (UK), Ziia & The Swing Mates (FR), Moonshiners (P), Echo Town (UK), L'Entourloop (FR), CC Smugglers (UK), The Tibbs (NL), Lyre Le Temps (FR), Magnifico (SLO), Budzillus (DE), Broken Brass Ensemble (NL), Polkageist (DE), Kraków Street Band (PL), Redbreast Wilson (H), Upor Andris (H), Jónás Vera duó (H), Lovely Quinces (CR), Rob Longstaff (AUS), Daniel Docherty (UK), Druckluft Orchestra (D), Son of Dave (UK), Mr Alboh (I), Peter Jones (UK), Hugo Barriol (FR)                                   |
| 2016 | Riders Connection (D), The Syndrome (I), The Midnights Barbers (UK), The Trouble Notes (D), Town of Saints (NL), Urban Voodoo Machine (UK), Musik for The Kitchen (D), Jaune Toujours (B), Daniel Docherty (UK), Peter Jones (UK), Steve'n'Seagulls (FIN), Anastasia (FR), Rasmus Staerke (DK), MyDay Rabycad (CZ), Mr Alboh (I), The Summer Rebellion (B), Krakow Street Band (PL), Little G Weevil (H), Random Trip (H) |
| 2015 | Heymoonshaker (UK), Scarecrow ( FR), Manouche (SLO), Santa Machete (FR), I Skarbonari (CH), Dirty Honkers (D), Lail Arad (UK), King Automatic (FR), Fábián Juli (H), Mac Abbé Et Zombi Orchestra (FR), Francesco Forni E Ilaria Graziano (I), Paul maD Gang (I), Bukahara (D), Les Garcons Trottoir (FR), Bagossy Brothers Company (RO), Margaret Island (H), Sara Katona (DK), Random Trip (H) |
| 2014 | Wombo Orchestra (FR), La Tresca (I), Town of Saints (NL), HeyHoney (H), Caffè dei treni persi (I), Petruska András (H), The syndrome (I), Always Drinking Marching Band (E), Microguagua (E), Sara Katona (DK), The Syndrome (I), Caffè dei treni persi (I), Paul maD Gang (I), G Ras & The Chapel Jiggaz (H), Microguagua (E), Paul maD Gang (I), Fran Palermo (H) |
| 2013 | |
| 2012 | Kiscsillag Akusztik, Pál Utcai Fiúk Akusztik, PASO Folk Special, Európa Kiadó, Supernem Akusztik, 30Y, Intim Torna Illegál, Alvin és a Mókusok Unplugged, Szabó Balázs Bandája, Bohémian Betyárs, Irie Maffia Akusztikusok, Bérczesi Róbert, Hősök, Bin Jip, Ladánybene 27, SEX-E-PIL, Kerekes Band, Punnany Massif Orchestra, Kis Tehén Melankó, Fábian Juli & Zoohacker Orchestra feat.Sárik Péter, Subscribe Áthangolva, Magna Cum Laude Unplugged, Magashegyi Underground Szimfonikus Remix |
| 2011 | Gentleman (D), Los del Abajo (MEX), Tonino Carotone (ES), Electric Bazar Cie (F), Vad Fruttik (H), a Hoolywoodoo (H), Hősök (H), Irie Maffia Sound System (H), The Evolution (D), Roy Paci & Aretuska (I), Desorden Publico (VEN), Célia Mara (BR), Kiscsillag (H), Tape Five (D), I Skarbonari (I), Budzillus (D), Gadjo (ES), Egin (I), Club des Belugas ( D), Anselmo Crew (H) |
| 2010 | Maszkura és a Tücsökraj (H), Giulia y Los Tellarini (ES), Parov Stelar Band (A), La Tresca (I), Tolga & Zacheo (I), Spring Groove (USA), Marco Sbarbati (I), United Flavour (CZ), Kistehén Melankólikus (H), M.C.S. Blues Band (H), Che Sudaka (ES), Harcsa Veronika Quartett (H), Los Aslandticos (ES), The Maestro's (NL), Movits! (S), Hősök (H), Idraulici del Suono (I), Idraulici del Suono (I), The Bluesberry Band (H), Brooklyn Funk Essentials (USA), Mitch & Mitch (PL), Inspector Cluzo (H), Irie Maffia (H), Gabin (I), Rubber Puppet ft. Jamie Winchester (H), Intimtorna Illegál (H), Magashegyi Akusztik (H), Idraulici del Suono (I)                                 |
| 2009 | Hollywoodoo Minimál (H), Nano Stern (RCH), Takáts Eszter és a Gumizsuzsi (H), Tolga Trio (I), La Tresca (I), Violentango (RA), The Bluesberry Feat. Ferenczy György (H), La Fanfare en Pétard (F), Hannah Pearl (AUS), Suhancos akusztik (H), Zuboly (H), Egy Kiss Erzsi Zene (H), Hot Jazz Band (H), Méhek (H), Zep Session Feat. Roy és Ádám (H), Napra (H), Tom Stormy Trio (I), Kistehén Tánczenekar (H), Kerekes Band (H), Zagastic (H), Parno Graszt (H), Maszkura és a Tücsökraj (H), Singas Project (H), KRSA és a Budapest Riddim Band (H), HS7 Akusztik (H), Óriás akusztik (H), Rubber Puppet Feat. Jamie (H), Les Touffes Kretiennes (F), Jambalaya (H), Quimby (H)       |
| 2008 | Chris Cain (USA), Hősök (H), Raphael Wressnig & Enrico Crivellaro Organ Trio (A/I/USA), Bauchklang (A), Ondrej Stveracek Trio (CZ/SK), Anselmo Crew (H), LMT Connection (USA), Marcel Flemr Blues Band (CZ), Budapest Bár (H), Caravan Palace (F), Boogie (H), The Souljazz Orchestra (C), Kistehén Tánczenekar (H), Szalóki Ági Karádi-est (H), Péterfy Bori & Love Band (H), La Kinky Beat (E), Harcsa Veronika Quartet (H), Waldeck (A), Mardi Gras.BB (D), Erik Sumo Band (H), Mau Mau (I), Rozsnyói Péter Trió (H), I Skarbonari (CH/I), Kiscsillag (H), KJM Organ Trio (H), La Familia (F), Quimby                                                                              |
| 2007 | Atomic Sunset (SCG), Caspian Hat Dance (NL), Concertino Burro E Salvia (I), Cry Baby (SLO), I Skarbonari (CH/I), Neurodisney Band (I) |
| 2006 | Babylon Circus (FR), Wickeda (BG), Gulo Car (SK), Gabin (I), !DelaDap (AT), Kispál és a Borz (H), Pál Utcai Fiúk (H), Anselmo Crew (H), Magna Cum Laude (H), Ghymes (H),Mystery Gang (H), KFT (H), Rozsnyói Péter (H), |
| 2005 | Slim Jim Phantom (US), My Brother Jake Band (UK), Ghymes (SK), Boban Markovic Orkestar (RS), Palermo Boogie Gang és Ripoff Raskolnikov (A), !DelaDap (A), Perro Negro, Mystery Gang, Tropical Transform Quintet, Balázs Elemér Group, Jamie Winchester és Hrutka Róbert, Easylifenatural Band, Roy és Ádám, Quimby, Mardi Gras.bb, Tátrai Tibor és Szűcs Antal Gábor Latin Duo, Pierrot, Peter & Pan duó, Long Tall Sonny & The Wild Cows, R-GO, Marót Viki és a Nova Kultúr zenekar, Emil.Rulez!, Kistehén Tánczenekar, Ladánybene 27, Hubert Tubbst, Soulblastert, Tino Gonzales Band, Kispál és a Borz                                                                             |
| 2004 | |
| 2003 | |
| 2002 | |
| 2001 | |
| 2000 | |

## Partnerek
- Ferrara Buskers Festival [19]
- Sepsiszentgyörgyi Utcazene Fesztivál